# Populous: The Beginning
Populous: The Beginning è un videogioco strategico in tempo reale di tipo God game per Microsoft Windows. Il terzo capitolo della serie di videogiochi Populous e il primo ad utilizzare un motore grafico tridimensionale, è stato sviluppato nel 1998 dall'Bullfrog Productions e pubblicato dalla Electronic Arts.
Al contrario dei primi due, Populous: The Beginning non dà al giocatore il ruolo di un dio, ma di una sciamana, che guida direttamente il proprio popolo in battaglia. Durante le venticinque missioni della campagna, il giocatore guida la propria tribù attraverso il sistema solare, dominando le tribù nemiche e scoprendo nuove magie, con lo scopo ultimo della sciamana di rendere sé stessa una divinità.
Il gioco fu ben accolto da molte riviste, soprattutto per l'eccellente grafica; ci furono lamentele dirette all'I.A. e all'ambiguità del gioco, incerto tra l'essere un god game o un gioco di strategia in tempo reale.
La versione per PC uscì il 30 novembre 1998, seguita da una per PlayStation uscita il 2 aprile 1999.
Dal 2007, è possibile giocare a Populous: The Beginning anche su PSP e PS3.

## Trama
Nel video iniziale la sciamana ci racconta il Principio (immaginario del videogioco): all'inizio c'era il buio e dal buio arrivò il mana, e dal mana le visioni. La capotribù (o meglio sciamana) ebbe una visione nella quale i Cieli erano abitati da altre tribù che li avrebbero distrutti; tramite una seconda visione, preannunciata da antiche leggende, il mana l'attraversò lasciandole la magia. Così la Sciamana diventò la prescelta, e ora dovrà guidare il suo popolo alla vittoria finché non si incarnerà in una divinità.

## Modalità di gioco

### Tutte le tribù
La Sciamana femmina guida la tribù dei Blu (quella del giocatore) attraverso 25 pianeti (ossia scenari di gioco) di un sistema planetario, dove si dovrà scontrare con le forze rivali delle tribù dei Rossi, Gialli e Verdi (rispettivamente Dakini, Chumara e Matak), oguna con lo scopo di disintegrare le unità (viventi) delle altre tribù. Man mano che si andrà avanti, gli scenari saranno abitati assieme da più forze rivali, fino ad arrivare a doverne combattere tutt'e tre in contemporaneo. Ogni tribù si distingue appunto dal colore che predomina sulle sue unità, e come quella del giocatore è guidata da una sua sciamana.
In condizioni ottimali, ogni tribù può avere i bravi (unità semplici), i guerrieri (soldati), i monaci (capaci di convertire unità), i guerrieri del fuoco (soldati che lanciano fuoco) e le spie (unità capaci di mimetizzarsi temporaneamente e sabotare gli edifici avversari).

### La Sciamana
La Sciamana ha delle magie che acquisirà man mano andando avanti nei livelli adorando dei totem. Con queste magie, tutte ispirate alle forze della natura, potrà aiutare la sua tribù a sconfiggere più facilmente e più velocemente le unità avversarie. Al completo potrà conoscere fino a 16 magie e in alcuni scenari vi sarà una 17ª magia speciale che potrà acquisire solo per quello scenario adorando un totem.

#### Le magie
| Magia               | Effetto | Parola magica |
| ------------------- | --- | ------------- |
| Conversione         | Converte i selvaggi (cioè gli indigeni) in bravi. | "Sunama"      |
| Scoppio             | Genera una palla di fuoco che può respingere sia le unità avversarie che quelle proprie, lanciandole in aria. Non è un attacco mortale, ma il rigetto in aria può far cadere le unità in acqua facendole di conseguenza affogare. Genera anche danni secondari agli edifici e può bruciare i fasci di legno o gli alberi. | "Taka!"       |
| Scudo magico        | Genera uno scudo magico temporaneo intorno alle proprie unità, che aumenta la resistenza agli attacchi avversari e riflette gli incantesimi diretti. Le unità possono morire in un combattimento tu-per-tu o per mano di effetti indiretti degli incantesimi (ad esempio la lava). | /             |
| Invisibilità        | Rende temporaneamente invisibili le proprie unità all'avversario in un'area limitata. | "Setanko"     |
| Piaga delle locuste | Lancia un'orda di locuste, creando panico tra le unità avversarie (unicamente) che le fa spargere per l'area circostante, rendendoli così temporaneamente incapaci di reagire; mentre proocvano danni moderati, attacchi ben assestati di questa magia possono addirittura far morire le unità colpite. Se le locuste vengono lanciate contro una casa, le unità che la abitavano escono fuori; se lanciate contro una barca o una mongolfiera, le unità in esse contenute saltano fuori e, nel caso stiano attraversando un corso d'acqua, annegheranno all'istante. Le Sciamane sono immuni a questo sortilegio. | "Hunaga"      |
| Ipnosi              | Converte temporaneamente le unità avversarie in unità proprie. Se si distrugge la tribù avversaria mentre alcune delle unità di questa tribù sono sotto ipnosi, queste diventano permanentemente unità proprie. | "Noktana"     |
| Fulmine             | È fatale per le unità colpite, che vengono lanciate in aria, e provoca danni moderati anche per gli edifici. | "Soka!"       |
| Ponte di terra      | Questa magia crea un ponte unendo il punto dove si trova la Sciamana a quello dove l'incantesimo viene lanciato. Si usa principalmente per creare un collegamento tra due zone di terreno separate da un fiume o dal mare (ammesso che l'altra costa sia nel raggio d'azione della magia), consentendo così il transito. Si usa inoltre per scalare montagne e scogliere: lanciato sulla cima del dirupo crea un sentiero inclinato e transitabile dalle truppe terrestri. Nelle missioni avanzate può essere uno strumento utile per creare aree pianeggianti e aumentare le zone edificabili.                    | "Tuskatsi!"   |
| Spiana terreno      | Gettando questa magia su un pezzo di terra, fa sì che un'area di modeste dimensioni a esso circostante venga spianata allo stesso livello del punto prescelto. | "Planiatu!"   |
| Palude              | Crea una palude di modeste dimensioni dove muoiono le unità di qualsiasi tribù. Una palude può accogliere fino a 10 unità prima di svanire. Per verificare quante unità ha assorbito basta fare clic con il destro del mouse. | "Hortenga!"   |
| Tornado             | Genera un tornado che inizia a muoversi spazzando via tutto ciò che gli passa sotto mano. Può distruggere in parte o per intero gli edifici e gli alberi e lancia in aria tutte le unità (causandone spesso la morte); i fasci di legno possono essere sollevati ma si salvano qualora atterrino nuovamente su terra. | "Shinak!"     |
| Tempesta di fuoco   | Genera una pioggia di fuoco su un'area di modeste dimensioni. Provoca danni rilevanti sugli edifici ed è in grado di uccidere le unità nemiche (ma non le Sciamane). | "Tumaga"      |
| Erosione            | Abbassa il livello del terreno nell'area attorno al punto dove viene lanciato. Se il terreno è di livello 1 si trasforma in acqua, provocando l'annegamento delle unità terrestri e facendo sprofondare alberi ed edifici. Lanciato su terreni più alti, invece, li abbassa in maniera irregolare a un livello più basso e può minare le fondamenta degli edifici che, non essendo più pianeggianti, vengono distrutti. | "Dasanko"     |
| Terremoto           | Il terremoto crea una crepa sul terreno, preceduta dalla formazione di una striscia di lava, mortale per qualsiasi unità e capace di distruggere per intero gli edifici dell'epicentro. | "Lakaiee"     |
| Vulcano             | Gettando questa magia su un punto prescelto, viene a crearsi una montagna (il vulcano), con il cratere che inizia a salire spargendo lava tutto intorno. Distrugge gli edifici che si trovano al centro del vulcano e uccide le unità colpite dalla lava, e per un moderato periodo di tempo l'area da esso colpita e dalla sua lava è un terreno morto dove non possono crescere gli alberi. | "Paratanka!"  |
| Angelo della morte  | Questa magia manda giù dal cielo una creatura dai connotati mitologici, una sorta di drago alato che a lungo terrorizza il nemico uccidendone le unità e distruggendone gli edifici. Questa creatura è attaccabile solo dai guerrieri del fuoco, ma ne servono 30-40 per eliminarla, processo velocizzabile con gli attacchi delle Sciamane avversarie. Dopo un certo numero di attacchi, l'angelo della morte si volatilizza da solo. | "Wotaza"      |
| Magie speciali      | Effetti | Parola magica |
| Armageddon          | Crea un'enorme arena dove vengono raccolte tutte le forze armate della varie tribù, dando così inizio a una feroce lotta dove soltanto una tribù potrà vincere. Le Sciamane sono disposte in cerchio attorno all'arena, a distanze eguali l'una dall'altra. | "Taka"        |
| Sete di Sangue      | Rende più feroci e battagliere le unità di una area modesta dello scenario. Solitamente non è una magia usata nel multiplayer a meno che non faccia parte di uno scenario dove vi è il totem che ospita la magia stessa. | "/"           |
| Teletrasporto       | Teletrasporta la Sciamana in un'altra area dello scenario. | "/"           |

### Edifici disponibili
Ogni edificio ha una funzione specifica e può essere costruito soltanto dai bravi (ossia unità semplici), e la loro costruzione richiede legno.
| Edificio                                  | Funzionalità | Mazzi di legno necessari |
| Capanna                                   | Le capanne aumentano il limite di popolazione (massimo 199 unità + la Sciamana). Col tempo i bravi si riproducono in essa, ed eventualmente, con annessi 3 mazzi di legno per l'aggiornamento, l'edificio aumenta di livello aumentando lo spazio degli abitanti ivi piazzabili, passando da tre a cinque.                                                                       | 3                        |
| Torre di guardia                          | Una torre di guardia può ospitare qualsiasi unità. Se è un guerriero di fuoco, questi potrà lanciare le fiamme sugli avversari che si avvicinano, mentre i monaci potranno convertire le unità. La torre di guardia serve anche per poter edificare gli edifici che si allontanano troppo dal "Luogo di reincarnazione" della Sciamana passando da una zona stretta della mappa. | 5                        |
| Capanna addestramento guerrieri           | Questa capanna addestra i bravi in guerrieri, unità militari semplici: basta selezionare uno o più bravi e mandarli nella capanna. La capanna riesce ad addestrare un bravo alla volta, con l'addestramento che richiede alcuni secondi, e gli altri faranno la fila aspettando il loro turno.                                                                                   | 8                        |
| Tempio                                    | Il tempio addestra i bravi in monaci con la stessa dinamica della "capanna addestramento guerrieri". | 8                        |
| Capanna addestramento spie                | Con lo stesso meccanismo degli altri due edifici vengono addestrate spie. | 8                        |
| Capanna addestramento guerrieri del fuoco | Con lo stesso meccanismo dei tre edifici precedenti vengono addestrati guerrieri del fuoco. | 8                        |
| Cantiere navale                           | Il cantiere navale permette di costruire delle barche per spostare le unità via mare. Ogni barca può trasportare fino a 5 unità e per essere costruita necessita di 4 mazzi di legno. Per costruire una barca con velocità ottimale occorrono 4 bravi. | 5                        |
| Capanna palloni                           | La capanna palloni permette di costruire le mongolfiere, ognuna delle quali necessita di 3 mazzi di legno e può trasportare fino a 2 unità per volta. La sua funzione è quella di muoversi via aria, potendo così solcare sia il mare che la terra; è dunque utile anche per solcare regioni particolarmente montuose molto più velocemente.                                     | 11                       |
| Posto di guardia                          | Crea senza necessità di risorse e tempi di costruzione un falò intorno al quale qualsiasi unità può ruotare a titolo di guardia. | nessuno                  |

### Tutti gli scenari
Ci sono 25 scenari da superare perché la Sciamana diventi una divinità.
| Nome livello            | Obiettivi del livello | Tribù avversarie        |
| Il viaggio ha inizio    | La Sciamana ha trovato il luogo della reincarnazione, ed è pronta a muovere i suoi primi passi. Qui acquisirà la magia "ponte di terra", con il quale potrà creare un istmo che colleghi i due continenti, in modo che i suoi guerrieri possano passare e attaccare la tribù rossa dei Dakini. | Dakini                  |
| Scende la notte         | In questo livello vi si trova un'altra tribù da affrontare, quella verde dei Matak. Con l'ausilio di un totem la Sciamana potrà avvalersi della magia "tornado". | Matak                   |
| Crisi della fede        | In questo scenario la tribù avversaria, quella gialla dei Chumara, possiede la conoscenza dei "monaci" e la Sciamana rischia di perdere parte dei suoi seguaci a causa delle conversioni; per contrastare questa dote, in questo livello si acquisirà la capacità di costruire i templi dove si addestreranno i monaci. La Sciamana acquisirà inoltre il potere di evocare sciami di locuste. | Chumara                 |
| Forze combinate         | In questo scenario la Sciamana acquisirà la tecnologia delle "torri di guardia". Adorando un totem potrà anche acquisire la magia del "fulmine". | Matak                   |
| Morte dall'alto         | La Sciamana dovrà raggiungere il busto di pietra che darà vita a un "angelo della morte" grazie al quale potrà sconfiggere la tribù avversaria. | Dakini                  |
| Costruendo ponti        | Questo è il primo scenario dove la Sciamana dovrà battersi contro altre due tribù. La magia "ponte di terra" consentirà di creare un istmo che colleghi i due continenti delle due tribù, in modo da poter metterle una contro l'altra. Per creare il ponte di terra dovrà adorare innanzi tutto un totem. Appena dopo potrà adorare un altro totem che le darà la conoscenza definitiva di questa magia. In questo scenario la Sciamana potrà acquisire anche la magia della "conversione" per portare dalla propria parte gli indigeni selvaggi. | Matak, Chumara          |
| Il nemico invisibile    | La tribù gialla dei Chumara ora conosce anche la magia della invisibilità, magia che in questo scenario la Sciamana potrà far propria. A sua disposizione ci sarà anche un totem che le permetterà di usare la magia "erosione". | Chumara                 |
| Divisione continentale  | La tribù avversaria ha la conoscenza dei capanni dei guerrieri di fuoco. La Sciamana potrà aiutarsi facendosi propria questa conoscenza, oltre che a venerare un totem che le darà la magia "tornado". | Dakini                  |
| Fuoco nella nebbia      | Questa volta le visioni della Sciamana sono annebbiate. Dovrà raggiungere la tribù dei Chumara (mappa nascosta) e impossessarsi delle loro barche per raggiungere il totem che le aiuterà a sconfiggerli. | Chumara                 |
| Dal profondo            | La tribù dei Blu è ai piedi di un altopiano, ma la Sciamana nemica userà la magia "erosione" per inabissarla. La Sciamana in questo scenario non potrà reincarnarsi. | Matak                   |
| Spiriti traditori       | In questo scenario la tribù dovrà affrontare nuovamente due tribù: quella dei Matak (abbastanza semplice) e quella più pericolosa dei Chumara. | Matak, Chumara          |
| Un facile bersaglio     | Per la prima volta la Sciamana con i suoi seguaci dovrà affrontare tutte e tre le tribù per uno scontro epico. | Dakini, Matak, Chumara  |
| Bombardamento aereo     | La Sciamana dovrà scontrarsi con le mongolfiere avversarie. | Matak, Chumara          |
| Attacco da tutti i lati | Nuovamente la Sciamana dovrà scontrarsi con tutte e tre le tribù. Ad aiutarla c'è un totem che potrà sprigionare un angelo della morte. | Dakini, Matak, Chumara  |
| Imprigionata            | La tribù dei Chumara ha imprigionato la Sciamana in una prigione magica, che le impedisce di usare i suoi incantesimi. I seguaci hanno 7 minuti e mezzo per liberarla. Se dopo la liberazione la Sciamana dovesse morire prima della sconfitta della tribù avversaria, lo scenario sarà da ritenersi perduto. | Chumara                 |
| Sete di sangue          | La Sciamana dovrà nuovamente battersi assieme ai suoi seguaci contro tutte e tre le tribù. Ad aiutarla ci sarà nuovamente un totem. | Dakini, Matak, Chumara  |
| Terre di mezzo          | In questo scenario ci sono tutte e tre le tribù ancora una volta. Vi è anche una delle magie speciali: l'Armageddon. La Sciamana dovrà allestire un forte esercito; quando lo reputerà sufficientemente grande, dovrà scatenare l'arena per uno scontro epico! | Dakini, Matak, Chumara  |
| Cacciatore di teste     | I Dakini sono la tribù più forte e la Sciamana dovrà sconfiggerli prima che lancino una maledizione sulla sua tribù. | Daikini, Matak, Chumara |
| Alleati improbabili     | I Dakini sono diventati ancora più forti. Questa volta la Sciamana dovrà proteggere i Chumara per mantenere una forza di equilibrio contro la feroce tribù Dakini. | Dakini, Chumara         |
| Arcipelago              | La tribù dei Dakini si prepara nuovamente per una guerra. Purtroppo le aree edificabili per la tribù dei Blu sono scarse, quindi la Sciamana dovrà provvedere a creare nuovo terreno da rubare al mare per poter creare una forza sufficientemente forte per opporre al nemico. | Dakini                  |
| Terra spezzata          | Questo è uno scenario abbastanza ostile. Prima di affrontare la tribù avversaria, la Sciamana e i suoi seguaci dovranno far fronte ad altri pericoli. | Dakini                  |
| Sola                    | In questo scenario la Sciamana non ha seguaci, e dovrà combattere da sola contro tutte e tre le tribù usando tutta l'astuzia che ha. Ad aiutarla ci saranno alcuni totem, ma non si potrà usare la magia "conversione". | Dakini, Matak, Chumara  |
| Inferno                 | La Sciamana dovrà cercare magie utili per sconfiggere i nemici. | Dakini, Matak, Chumara  |
| La fine del viaggio     | La battaglia finale si sta avvicinando... | Dakini, Matak, Chumara  |
| L'inizio                | Finalmente la Sciamana è diventata una divinità e ora potrà portare vendetta sugli infedeli. I popoli sono collegati da dei ponti terrestri. La Sciamana, dal Cielo, dovrà usare le forze della natura per difendere la sua tribù e vincere! | Dakini, Matak, Chumara  |

## Accoglienza
| Testata                            | Giudizio |
| ---------------------------------- | -------- |
| GameRankings (media al 31-12-2022) | 80%      |
| AllGame                            | [ 2 ]    |
| Computer and Video Games           | [ 3 ]    |
| Edge                               | 8/10     |
| GamePro                            | 4.5/5    |
| GameRevolution                     | B+       |
| GameSpot                           | 6.4/10   |
| Hyper                              | 88/100   |
| IGN                                | 8.6/10   |
| Jeuxvideo.com                      | 18/20    |
| PC PowerPlay                       | 86%      |
| PC Zone                            | 92/100   |
| Video Games (DEU)                  | 75%      |

Populous: The Beginning ha ricevuto un'accoglienza generalmente positiva nonostante le pesanti critiche sotto alcuni aspetti. Ward Trent di IGN è rimasto attratto dalle grafiche 3D molti immersive. Edge ha dichiarato: "i precedenti giochi della Bullfrog hanno sempre posto il gameplay sulla bellezza grafica, ma ora non è più il caso." Ron Dulin di GameSpot ha apprezzato come The Beginning fosse un audace riadattamento della serie, invece di un sequel leggermente modificato (come il precedente Populous II: Trials of the Olympian Gods). Computer and Video Games ha considerato The Beginning un gioco "migliore" dell'originale.
Le critiche si sono sollevate sulla difficoltà nel controllare i seguaci, sulla semplicità del gameplay e sulla tensione tra gli stili di gioco. L'IA permetteva sì ai seguaci di costruire automaticamente gli edifici, ma ciò portava problemi a dirigerli nel bel mezzo di una battaglia affollata. IGN ha notato di come, con i seguaci del giocatore che conducevano una vita normale, il valore di rigiocabilità sia diminuito persino con le opzioni multigiocatore. Secondo altri, le animazioni hanno reso il gameplay troppo semplice, senza aggiornamenti o una seria gestione delle risorse, sentimento espresso da PC Gamer che ha dichiarato come le missioni siano diventate "ripetitive".
Quanto allo stile di gioco diverso dagli altri giochi Edge ha concluso che, mentre il formato più rigido di The Beginning era nuovo nella serie, ha reso l'effetto di rendere il risultato "meno spettacolare"; sempre Edge ha ritenuto che il gioco fosse impigliato tra il genere god game e quello RTS, senza eccellere in nessun campo. PCGamer ha del pari dichiarato che il gioco ha deluso le aspettative dei prequel. Peter Olafson di GamePro è stato più clemente, dichiarando: "Populous: The Beginning non è un pessimo gioco, è anzi bello; ma è un gioco diverso, e uno senza la quintessenza che lo rende un gioco Populous."
Populous: The Beginning ha in parte toppato nelle vendite, e ad oggi rimane l'ultimo gioco del franchise. Nel 2001, la Electronic Arts ha chiuso i battenti della Bullfrog. I server ufficiali multiplayer di Populous: The Beginning sono chiusi dal 2004, ma sono resi di nuovo vivi tramite Populous: Reincarnated e Populous.Online, un sito diretto da un gruppo dei fan della serie.

## Espansioni
Nel 1999 la Bullfrog pubblica l'espansione Populous: The Beginning - Undiscovered Worlds solo in Regno Unito e negli Stati Uniti; questa espansione implementa il single-player e il multi-player aggiungendo dodici scenari inediti ad entrambe le modalità.
Esiste pure un nutrito supporto third-party con numerose nuove campagne di gioco fan-made.